# إيزابيل أباندا
إيزابيل أباندا ( Isabelle Ebanda) ، من مواليد 23 فبراير 1936 في دوالا، هي سياسية كاميرونية ، و عضو في الجمعية الوطنية في الكاميرون من 1970 إلى 1988 . كانت أول امرأة عضو في المنطقة الساحلية.

## السيرة الذاتية

### التعليم والتدريب
من مواليد دوالا في عام 1936 ، ترعرعت إيزابيل في مدينة الكاميرون حيث تدربت كمدرسة قبل الشروع في السياسة .
في نهاية دراستها الابتدائية، التحقت في كلية تدريب المعلمين في إيبولوا وهو (مجتمع حضري في الكاميرون، ويقع في قلب الغابات الاستوائية) حيث حصلت على دبلوم معلمة ثم انضمت إلى Lycée Général-Leclerc حيث حصلت على شهادتها الجامعية في عام 1957. ثم بدأت حياتها العملية عام 1958 في مدرسة امبانجا العامة .

### المهنة السياسية
انضمت إيزابيل إباندا إلى حزب الاتحاد الكاميروني (UC) في السلطة عام 1959. وشغلت منصب المندوب للدعاية في مكتب مقاطعة UC Wouri .